# Sano – Moderne Tierernährung
Die Sano – Moderne Tierernährung GmbH ist ein deutsches Unternehmen und internationaler Hersteller von Futtermitteln für Nutztiere. Der Hauptsitz des Familienunternehmens ist im niederbayrischen Loiching.

## Geschichte
Sano wurde 1976 am heutigen Standort in Loiching von Bernhard Waldinger als SANOMILCH Futtermittel Gesellschaft mit beschränkter Haftung gegründet. Zu Beginn produzierte Sano in Kooperation mit einem Fertigungsbetrieb ausschließlich Milchaustauscher. Diese verkaufte man unter der Marke SANOMILCH. Im Jahr 1981 errichtete Sano eine eigene Produktionsstätte. Ab diesem Zeitpunkt produzierte und verkaufte die SANO Futter GmbH nicht nur Milchaustauscher, sondern auch Mineralfutter. Die Umfirmierung zur heutigen Sano – Moderne Tierernährung GmbH fand schließlich im Jahr 2001 statt. Die internationale Expansion des Unternehmens startete im Jahr 1990 und richtete sich durch die Grenzöffnung anfangs auf die östlichen Nachbarländer. Erster ausländischer Produktionsstandort war im Jahr 1999 Polen. Die Errichtung weiterer Produktionsstandorte erfolgte in den Jahren 2003 in Kroatien, 2004 in Serbien, 2007 in Ungarn, 2010 in China und im Jahr 2013 in Südafrika und Mexiko. Im Jahr 2014 wurde die Sano Holding gegründet. In ihr sind alle selbstständigen Schwesterunternehmen zusammengefasst.

## Unternehmensstruktur
Die Sano Unternehmensgruppe wird geleitet von dem geschäftsführenden Gesellschafter Richard Waldinger, seiner Frau Dagmar Waldinger und Christian Schubert. International ist Sano mit eigenständigen Schwesterunternehmen in über 35 Ländern weltweit vertreten.

### Produktionsstandorte
Neben der Produktion in Loiching, produziert Sano international an sieben weiteren eigenständigen Produktionsstandorten. Diese sind:
| Unternehmen                                                                         | Land      | Ort              |
| ----------------------------------------------------------------------------------- | --------- | ---------------- |
| 萨诺（杨凌）现代动物营养有限公司 (Sano (Yangling) Modern Animal Nutrition Co., Ltd) | China     | Yangling         |
| Sano – Nowoczesne Żywienie Zwierząt Sp. z o.o.                                      | Polen     | Sękowo           |
| Sano – Suvremena hranidba životinja d.o.o.                                          | Kroatien  | Popovača         |
| Sano – Modern Takarmányozás Kft.                                                    | Ungarn    | Csém             |
| Sano – Savremena ishrana životinja d.o.o.                                           | Serbien   | Novi Sad         |
| BIONAT-SANO DE MEXICO, S.A. DE C.V                                                  | Mexiko    | Guadalajara      |
| Sano – Modern Animal Nutrition (Pty) Ltd                                            | Südafrika | Pietermaritzburg |

## Produkte
Für die verschiedenen Lebens- und Leistungsphasen von Rindern, Schweinen, Schafen sowie Ziegen, bietet Sano Fütterungsberatung an und produziert und verkauft für den deutschen und österreichischen Markt folgende Produkte:
- Milchaustauscher
- Mineralfuttermittel
- Ergänzungsfuttermittel
- Spezialfuttermittel
- Silier- und Konservierungsmittel
- Stallstreumittel

In Kooperation mit der Mayer Maschinenbaugesellschaft mbH vertreibt Sano unterstützend in Deutschland und Österreich Futtermischwagen der Marke Siloking. Vertriebskooperationen für die Futtermischwagen der Marke Siloking bestehen darüber hinaus in Polen und Kroatien.
In anderen Ländern produziert und verkauft Sano zusätzlich Eiweißergänzungsfuttermittel, Kraftfuttermittel und Futtermittel für Geflügel.